# カミング・フォース・バイ・デイ
『カミング・フォース・バイ・デイ』（Coming Forth by Day）は、アメリカ合衆国の歌手、カサンドラ・ウィルソンが2015年に発表したアルバム。レガシー・レコーディングス移籍第1弾アルバムで、日本で先行発売された。ビリー・ホリデイ生誕100周年を記念したトリビュート・アルバムで、オリジナル曲「ラスト・ソング（フォー・レスター）」を除けば、ホリデイがレパートリーとしていた曲である。

## 背景
ニック・ケイヴやヤー・ヤー・ヤーズ等の作品を手掛けたニック・ローネイがプロデューサーに起用され、ニック・ケイヴ&ザ・バッド・シーズ及びヤー・ヤー・ヤーズのメンバーもレコーディングに参加した。アルバム・タイトルは古代エジプトの『死者の書』の英訳に由来しており、ウィルソン自身は『ザ・ニューヨーカー』誌のインタビューにおいて「私からすれば、ビリー・ホリデイの魂を21世紀に蘇らせる思想は、『死者の書』における再生の概念とも関係がある」と説明している。
ホリデイの代表曲「奇妙な果実」は、ウィルソンが1996年に発表したアルバム『ニュー・ムーン・ドーター』でもカヴァーされていた。唯一のオリジナル曲「ラスト・ソング（フォー・レスター）」は、ホリデイが長年の盟友レスター・ヤングの葬儀において、彼のために歌おうとしたが遺族から断られたという実話に基づいている。

## 反響・評価
アメリカのBillboard 200では179位に達し、『サンダーバード』（2006年）以来9年ぶりに全米トップ200入りを果たした。また、『ビルボード』のジャズ・アルバム・チャートでは『トラヴェリング・マイルス』（1999年）以来の1位獲得を果たし、トップ・ヒートシーカーズでは2位を記録。
フランスのアルバム・チャートでは91位を記録し、『ラヴァリー〜恋人のように』（2008年）以来のトップ200入りを果たした。
Stephen Thomas Erlewineはオールミュージックにおいて5点満点中4点を付け「確かにローネイの絵画的な音作りも称賛に値するが、『カミング・フォース・バイ・デイ』の成功をもたらしたのは完全に、一度たりともビリー・ホリデイの物まねをすることなく彼女の王座の継承者であることを証明したウィルソンだ」と評している。また、John Fordhamは『ガーディアン』紙のレビューで5点満点中4点を付け「伝統にこだわるレディ・デイ信者はたじろぐかもしれないが、『カミング・フォース・バイ・デイ』の大博打は大部分において勝利を収めており、ウィルソンのアルバムとしては『トラヴェリング・マイルス』以来の傑作」と評している。

## 収録曲
1. ドント・エクスプレイン - "Don't Explain" (Billie Holiday, Arthur Herzog Jr.) - 4:34
2. ビリーズ・ブルース - "Billie's Blues" (B. Holiday) - 5:07
3. クレイジー・ヒー・コールズ・ミー - "Crazy He Calls Me" (Carl Sigman, Sidney Keith Russell) - 6:18
4. ユー・ゴー・トゥ・マイ・ヘッド - "You Go to My Head" (John Frederick Coots, Haven Gillespie) - 4:08
5. オール・オブ・ミー - "All of Me" (Gerald Marks, Seymour Simons) - 4:05
6. 今宵の君は - "The Way You Look Tonight" (Dorothy Fields, Jerome Kern) - 3:50
7. グッド・モーニング・ハートエイク - "Good Morning Heartache" (Irene Higginbotham, Ervin Drake, Dan Fisher) - 4:56
8. 月光のいたずら - "What a Little Moonlight Can Do" (Harry M. Woods) - 4:09
9. ディーズ・フーリッシュ・シングス - "These Foolish Things" (Eric Maschwitz, Jack Strachey) - 4:13
10. 奇妙な果実 - "Strange Fruit" (Lewis Allan) - 4:54
11. アイル・ビー・シーイング・ユー - "I'll Be Seeing You" (Irving Kahal, Sammy Fain) - 6:08
12. ラスト・ソング（フォー・レスター） - "Last Song (For Lester)" (Cassandra Wilson, Kevin Breit, Robby Marshall, Jon Cowherd, Martyn Casey, Thomas Wylder) - 5:50

### 日本盤ボーナス・トラック
1. ザ・ムード・ザット・アイム・イン - "The Mood That I'm in" (Abner Silver, Al Sherman) - 5:23

## 参加ミュージシャン
- カサンドラ・ウィルソン - ボーカル(all songs)、アウトロ・リードギター(on 10.)
- ロビー・マーシャル - サクソフォーン、クラリネット、バスクラリネット、フルート
- ケヴィン・ブレイト - ギター、バンジョー、ループ
- ジョン・カウハード - ピアノ、ローズ・ピアノ、ハモンドオルガン
- マーティン・ケイシー - ベース
- トーマス・ワイルダー - ドラムス、パーカッション

アディショナル・ミュージシャン
- Ming Vauz - エフェクト(on 1.)、ループ(on 10. 12.)
- T・ボーン・バーネット - バリトン・ギター(on 2. 4. 7.)
- ニック・ジナー - ギター(on 4. 10.)、ループ(on 8. 9. 10. 12.)
- ポール・カンテロン - アコーディオン(on 5.)
- エリック・ゴーフェン - ヴァイオリン(on 3. 5. 8. 10. 11.)、ストリングス・アレンジ(on 3. 5. 8. 10.)
- ヴァン・ダイク・パークス - ストリングス・アレンジ(on 4. 6.)